# ビストリツァ
ビストリツァ （ルーマニア語:Bistriţa、ドイツ語:Bistritz、ハンガリー語:Beszterce）はルーマニア北部トランシルヴァニア地方の都市で、ビストリツァ＝ナサウド県の県都。トランシルヴァニア高原北東部のビストリツァ川の谷に位置し、ビストリツァ川が町を貫いて流れている。

## 歴史
新石器時代より人類が居住していた。12世紀にクマン人に攻撃されたペチェネグ族が定住した。1206年以降、トランシルヴァニア・ザクセン人の移住が始まり、「ジーベンビュルゲン」（Siebenbürgen、七つの要塞都市）の一つとして、中世においては交易拠点として栄えた。1330年に都市になり、1353年には、毎年15日間の市を主催する権利を得た。1465年には、町の要塞には地元のギルドによって守られた、防御のための18の塔と砦があり、また更に、要塞化された教会によっても守られていた。
ルーマニア領となったのは第一次世界大戦後の1919年のことである。ただし、第二次世界大戦中の1940年から1944年にかけてはハンガリー領となっている。1944年以降、ザクセン人住民はロシアに追放された。追放された住民はドイツまたはオーストリアに移住する事を希望したが、少数は生まれ故郷のビストリツァに戻ってきた。しかし、1989年の革命の後、戻ってきた人々のうち多数が移住した。

## 人口
市の人口は82,400人で、一番多い民族はルーマニア人90.2%、次はマジャル人で6%、そしてロマ人3.6%。ドイツ人人口は、大勢が移住した後大幅に減少しており、0.2%となっている。

## 交通
市に接続している主要な道は、トランシルヴァニアとモルドヴァを結ぶ欧州自動車道路E58（国道DN17）である。鉄道では、ブカレスト（夜行列車）とクルージュ＝ナポカが直接結ばれる主要都市である。また、都市間のバス交通 C&I の中間地点であり、トランシルヴァニア地方の各都市の間を行き来する際の乗り換え地点となっている。

## 観光
- 福音教会（Biserica Evanghelică） - 最初はロマネスク様式で建設され、 14世紀後半にゴシック様式で拡張された。75 mの高さの塔は1487年から1519年にかけて建てられた。1559年から1563年の間にペトルス・イタルスによってルネサンスの特徴に改造された。1998年に再び修理されたが、2008年6月11日、原因不明の火事で教会の塔と屋根が燃え、破損した。
- ビストリツァ要塞（Cetatea Bistriţei）- 15-16世紀。「桶屋の塔」と、要塞の城壁が断片的にいくつか残存している。
- ビストリツァ＝ナサウド県立博物館（Muzeul Judeţean Bistriţa-Năsăud）
- アンドレイ・ムレシャヌの生家（Casa Memorială Andrei Mureşanu）

## スポーツ
- CFグロリア・ビストリツァ - プロサッカークラブ

## 著名な出身者
- アンドレイ・ムレシャヌ - 詩人、ルーマニア国歌「目覚めよ、ルーマニア人!」の作詞者
- ガブリエラ・サボー - 陸上選手
- ヴィオレル・モルドヴァン - サッカー選手
- カリニコス・クレアンガ - 卓球選手

## その他
ブラム・ストーカーの小説『吸血鬼ドラキュラ』で、登場人物のジョナサン・ハーカーは、ビストリツァで「金の冠」ホテル（ルーマニア語：Coroana de Aur）に滞在する。小説が書かれたときにはそのようなホテルは存在しなかったが、その後、同名のホテルが観光客のために建設された。

## 姉妹都市
- ラクイラ, イタリア
- ブザンソン, フランス
- ジェロナ・グラ, ポーランド
- コロンバス (ジョージア州), アメリカ合衆国
- ヘルツォゲンラト, ドイツ